# Capparis coimbrana
Capparis coimbrana là một loài thực vật có hoa trong họ Capparaceae. Loài này được Cornejo & Iltis mô tả khoa học đầu tiên năm 2005.